# 宜蘭郡

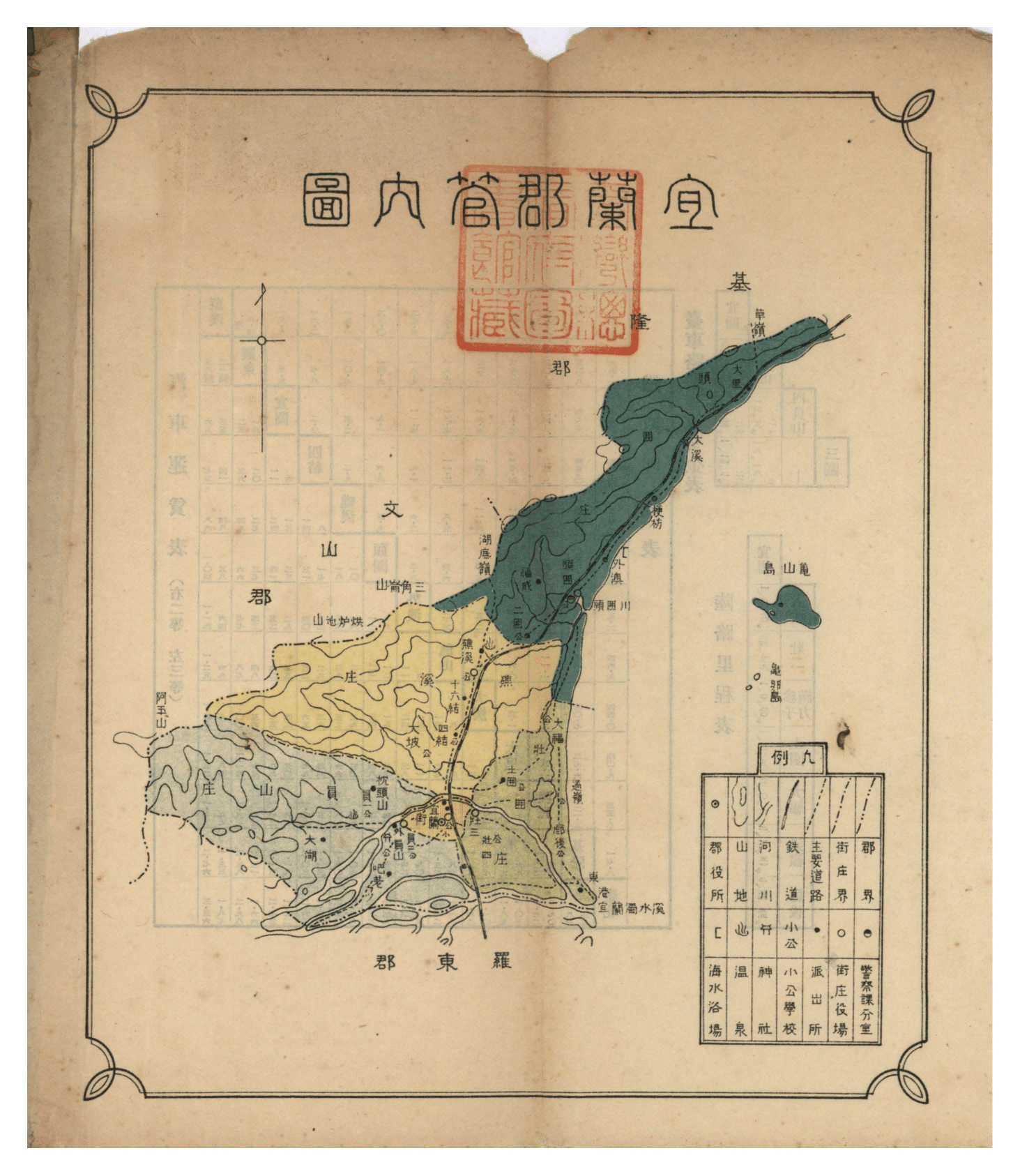
宜蘭郡の地図（1931年）

宜蘭郡（ぎらんぐん）は日本統治時代の台湾に存在した行政区画の一つであり、台北州に属した。

## 概要
宜蘭街、頭囲庄、礁渓庄、壮囲庄、員山庄を管轄し、郡役所は宜蘭街に置かれた。郡域は現在の宜蘭県頭城鎮、礁渓郷、壮囲郷、員山郷、宜蘭市に当たる。

## 歴史

### 沿革
- 1940年（昭和15年） - 宜蘭街が宜蘭市に昇格する。

## 歴代首長

### 郡守
- 重藤幹一[1]：1920年9月1日 - 1922年
- 生野猪六[2]：1922年 - 1925年
- 松田茂[3]：1925年 - 1926年
- 八丁春太郎[4]：1926年 - 1928年
- 石渡栄吉[5]：1928年 - 1930年
- 横山利助[6]：1930年 - 1933年
- 梅谷修三[7]：1933年 - 1935年
- 田中国一[8]：1935年 - 1936年
- 貞方平一郎[9]：1936年 - 1939年
- 竹中憲二[10]：1939年 - 1940年
- 八丁春太郎：1940年 - 1940年
- 真藤雅省[11]：1940年 - 1941年
- 楊基銓[12]：1941年 - 1942年
- 安井勇次[13]：1942年 - 1944年
- 綾部慎平[14]：1944年 - 1945年